# Parahancornia
Parahancornia es un género de plantas con flores con siete especies de árboles perteneciente a la familia Apocynaceae. Son nativos de Brasil y Guyana. tropical.

## Taxonomía
El género  fue descrito por Adolpho Ducke y publicado en Archivos do Jardim Botânico do Rio de Janeiro 3: 242. 1922.

## Especies
- Parahancornia amara
- Parahancornia fasciculata
- Parahancornia krukovii
- Parahancornia negroensis
- Parahancornia oblonga
- Parahancornia peruviana
- Parahancornia surrogata